# Хеммикен
Хеммикен (нем. Hemmiken) — коммуна в Швейцарии, в кантоне Базель-Ланд.
Входит в состав округа Зиссах. Население составляет 270 человек (на 31 декабря 2007 года). Официальный код — 2848.